# Buthiscus
Genre
Synonymes
- Trichobuthus Vachon, 1941

Buthiscus est un genre de scorpions de la famille des Buthidae.

## Distribution
Les espèces de ce genre se rencontrent en Tunisie, en Algérie, en Libye et au Mali.

## Liste des espèces
Selon The Scorpion Files (20/04/2023) :
- Buthiscus bicalcaratus Birula, 1905
- Buthiscus ifoghas Ythier & Lourenço, 2023

## Systématique et taxinomie
Ce genre a été décrit par Birula en 1905.
Trichobuthus a été placé en synonymie par Vachon en 1943.

## Publication originale
- Birula, 1905 : « Skorpiologische Beiträge. 4. Buthiscus g. n., 5. Buthiscus bicalcaratus. » Zoologischer Anzeiger, vol. 29, no 19, p. 621–624 (texte original).